# WTA Tour 2001
Il WTA Tour 2001 è iniziato il 1º gennaio con il Thalgo Australian Women's Hardcourts 2001 e l'ASB Classic 2001 e si è concluso l'11 novembre con il Pattaya Women's Open 2001.
Il WTA Tour è una serie di tornei femminili di tennis 
organizzati dalla WTA. Questa include i tornei del Grande Slam (organizzati in collaborazione con la International Tennis Federation (ITF)), il WTA Tour Championships e i tornei delle categorie Tier I, Tier II, Tier III, Tier IV e Tier V.

## Gennaio
| Settimana        | Torneo                                                                                     | Categoria   | Vincitrici                                           | Finaliste                                     | Semifinaliste                           | Eliminate ai quarti                                            |
| ---------------- | ------------------------------------------------------------------------------------------ | ----------- | ---------------------------------------------------- | --------------------------------------------- | --------------------------------------- | -------------------------------------------------------------- |
| 31 dicembre 2000 | Thalgo Australian Women's Hardcourts 2001 Gold Coast, Australia Cemento Singolare - Doppio | Tier III    | Justine Henin 7–6(5), 6–4                            | Silvia Farina Elia                            | Meghann Shaughnessy Patty Schnyder      | Conchita Martínez Joannette Kruger Silvija Talaja Andrea Glass |
| 31 dicembre 2000 | Thalgo Australian Women's Hardcourts 2001 Gold Coast, Australia Cemento Singolare - Doppio | Tier III    | Giulia Casoni Janette Husárová 7–6(9), 7–5           | Katie Schlukebir Meghann Shaughnessy          | Meghann Shaughnessy Patty Schnyder      | Conchita Martínez Joannette Kruger Silvija Talaja Andrea Glass |
| 31 dicembre 2000 | ASB Classic 2001 Auckland, Nuova Zelanda Cemento Singolare - Doppio                        | Tier V      | Meilen Tu 7–6(10), 6–2                               | Paola Suárez                                  | Francesca Schiavone Marlene Weingärtner | Cara Black Lilia Osterloh Anne Kremer Allison Bradshaw         |
| 31 dicembre 2000 | ASB Classic 2001 Auckland, Nuova Zelanda Cemento Singolare - Doppio                        | Tier V      | Alexandra Fusai Rita Grande 7–6(4), 6–3              | Emmanuelle Gagliardi Barbara Schett           | Francesca Schiavone Marlene Weingärtner | Cara Black Lilia Osterloh Anne Kremer Allison Bradshaw         |
| 8 gennaio        | Adidas International 2001 Sydney, Australia Cemento Singolare - Doppio                     | Tier II     | Martina Hingis 6–3, 4–6, 7–5                         | Lindsay Davenport                             | Conchita Martínez Amélie Mauresmo       | Serena Williams Corina Morariu Monica Seles Lisa Raymond       |
| 8 gennaio        | Adidas International 2001 Sydney, Australia Cemento Singolare - Doppio                     | Tier II     | Anna Kurnikova Barbara Schett 6–2, 7–5               | Lisa Raymond Rennae Stubbs                    | Conchita Martínez Amélie Mauresmo       | Serena Williams Corina Morariu Monica Seles Lisa Raymond       |
| 8 gennaio        | Canberra International 2001 Canberra, Australia Cemento Singolare - Doppio                 | Tier III    | Justine Henin 6–2, 6–2                               | Sandrine Testud                               | Mary Pierce Nathalie Dechy              | Joannette Kruger Ai Sugiyama Chanda Rubin Elena Dement'eva     |
| 8 gennaio        | Canberra International 2001 Canberra, Australia Cemento Singolare - Doppio                 | Tier III    | Nicole Arendt Ai Sugiyama 6–4, 7–6(2)                | Nannie de Villiers Annabel Ellwood            | Mary Pierce Nathalie Dechy              | Joannette Kruger Ai Sugiyama Chanda Rubin Elena Dement'eva     |
| 8 gennaio        | Tasmanian International 2001 Hobart, Australia Cemento Singolare - Doppio                  | Tier V      | Rita Grande 0–6, 6–3, 6–3                            | Jennifer Hopkins                              | Ruxandra Dragomir Ilie Cara Black       | Amy Frazier Anne-Gaëlle Sidot Kristina Brandi Elena Lichovceva |
| 8 gennaio        | Tasmanian International 2001 Hobart, Australia Cemento Singolare - Doppio                  | Tier V      | Cara Black Elena Lichovceva 6–4, 6–1                 | Ruxandra Dragomir Ilie Virginia Ruano Pascual | Ruxandra Dragomir Ilie Cara Black       | Amy Frazier Anne-Gaëlle Sidot Kristina Brandi Elena Lichovceva |
| 15 gennaio       | Australian Open 2001 Melbourne, Australia Cemento Singolare - Doppio - Doppio misto        | Grande Slam | Jennifer Capriati 6–4, 6–3                           | Martina Hingis                                | Venus Williams Lindsay Davenport        | Serena Williams Amanda Coetzer Monica Seles Anna Kurnikova     |
| 15 gennaio       | Australian Open 2001 Melbourne, Australia Cemento Singolare - Doppio - Doppio misto        | Grande Slam | Serena Williams Venus Williams 6–2, 4–6, 6–4         | Lindsay Davenport Corina Morariu              | Venus Williams Lindsay Davenport        | Serena Williams Amanda Coetzer Monica Seles Anna Kurnikova     |
| 15 gennaio       | Australian Open 2001 Melbourne, Australia Cemento Singolare - Doppio - Doppio misto        | Grande Slam | Doppio Misto: Ellis Ferreira Corina Morariu 6–1, 6–3 | Joshua Eagle Barbara Schett                   | Venus Williams Lindsay Davenport        | Serena Williams Amanda Coetzer Monica Seles Anna Kurnikova     |
| 29 gennaio       | Toray Pan Pacific Open 2001 Tokyo, Giappone Sintetico indoor Singolare - Doppio            | Tier I      | Lindsay Davenport 6(4)–7, 6–4, 6–2                   | Martina Hingis                                | Magdalena Maleeva Anna Kurnikova        | Ai Sugiyama Shinobu Asagoe Anne-Gaëlle Sidot Iva Majoli        |
| 29 gennaio       | Toray Pan Pacific Open 2001 Tokyo, Giappone Sintetico indoor Singolare - Doppio            | Tier I      | Lisa Raymond Rennae Stubbs 7–6(5), 2–6, 7–6(6)       | Anna Kurnikova Iroda Tulyaganova              | Magdalena Maleeva Anna Kurnikova        | Ai Sugiyama Shinobu Asagoe Anne-Gaëlle Sidot Iva Majoli        |

## Febbraio
| Settimana   | Torneo                                                                                        | Categoria | Vincitrici                                                           | Finaliste                           | Semifinaliste                              | Eliminate ai quarti                                                                |
| ----------- | --------------------------------------------------------------------------------------------- | --------- | -------------------------------------------------------------------- | ----------------------------------- | ------------------------------------------ | ---------------------------------------------------------------------------------- |
| 5 febbraio  | Open Gaz de France 2001 Parigi, Francia Cemento (indoor) Singolare - Doppio                   | Tier II   | Amélie Mauresmo 7–6(2), 6–1                                          | Anke Huber                          | Magdalena Maleeva Nathalie Tauziat         | Anne Kremer Meghann Shaughnessy Amy Frazier Anna Kurnikova                         |
| 5 febbraio  | Open Gaz de France 2001 Parigi, Francia Cemento (indoor) Singolare - Doppio                   | Tier II   | Iva Majoli Virginie Razzano 6–3, 7–5                                 | Kimberly Po Nathalie Tauziat        | Magdalena Maleeva Nathalie Tauziat         | Anne Kremer Meghann Shaughnessy Amy Frazier Anna Kurnikova                         |
| 12 febbraio | Internationaux de Tennis Feminin Nice 2001 Nizza, Francia Cemento (indoor) Singolare - Doppio | Tier II   | Amélie Mauresmo 6–2, 6–0                                             | Magdalena Maleeva                   | Venus Williams Anke Huber                  | Meilen Tu Elena Dement'eva Anne Kremer Silvia Farina Elia                          |
| 12 febbraio | Internationaux de Tennis Feminin Nice 2001 Nizza, Francia Cemento (indoor) Singolare - Doppio | Tier II   | Émilie Loit Anne-Gaëlle Sidot 1–6, 6–2, 6–0                          | Kimberly Po Nathalie Tauziat        | Venus Williams Anke Huber                  | Meilen Tu Elena Dement'eva Anne Kremer Silvia Farina Elia                          |
| 12 febbraio | Qatar Total Open 2001 Doha, Qatar Cemento Singolare - Doppio                                  | Tier III  | Martina Hingis 6–3, 6–2                                              | Sandrine Testud                     | Barbara Schett Adriana Gerši               | Joannette Kruger Lina Krasnoruckaja Henrieta Nagyová Kristie Boogert               |
| 12 febbraio | Qatar Total Open 2001 Doha, Qatar Cemento Singolare - Doppio                                  | Tier III  | Sandrine Testud Roberta Vinci 7–5, 7–6(4)                            | Kristie Boogert Miriam Oremans      | Barbara Schett Adriana Gerši               | Joannette Kruger Lina Krasnoruckaja Henrieta Nagyová Kristie Boogert               |
| 19 febbraio | Dubai Tennis Championships 2001 Dubai, Emirati Arabi Uniti Cemento Singolare - Doppio         | Tier II   | Martina Hingis 6–4, 6–4                                              | Nathalie Tauziat                    | Tamarine Tanasugarn Rachel McQuillan       | Sandrine Testud Lina Krasnoruckaja Selima Sfar Mary Pierce                         |
| 19 febbraio | Dubai Tennis Championships 2001 Dubai, Emirati Arabi Uniti Cemento Singolare - Doppio         | Tier II   | Yayuk Basuki Caroline Vis 6–0, 4–6, 6–2                              | Åsa Svensson Karina Habšudová       | Tamarine Tanasugarn Rachel McQuillan       | Sandrine Testud Lina Krasnoruckaja Selima Sfar Mary Pierce                         |
| 19 febbraio | Copa Colsanitas 2001 Bogotà, Colombia Terra rossa Singolare - Doppio                          | Tier III  | Paola Suárez 6–2, 6–4                                                | Rita Kuti-Kis                       | Mariana Díaz Oliva Cristina Torrens Valero | Eva Martincová María José Martínez Sánchez Katalin Marosi-Aracama Catalina Castaño |
| 19 febbraio | Copa Colsanitas 2001 Bogotà, Colombia Terra rossa Singolare - Doppio                          | Tier III  | Tathiana Garbin Janette Husárová 6–4, 2–6, 6–4                       | Laura Montalvo Paola Suárez         | Mariana Díaz Oliva Cristina Torrens Valero | Eva Martincová María José Martínez Sánchez Katalin Marosi-Aracama Catalina Castaño |
| 19 febbraio | IGA U.S. Indoor Championships 2001 Oklahoma City, USA Sintetico indoor Singolare - Doppio     | Tier III  | Monica Seles 6–3, 5–7, 6–2                                           | Jennifer Capriati                   | Shinobu Asagoe Daniela Hantuchová          | Alexandra Stevenson Lilia Osterloh Anikó Kapros Lisa Raymond                       |
| 19 febbraio | IGA U.S. Indoor Championships 2001 Oklahoma City, USA Sintetico indoor Singolare - Doppio     | Tier III  | Amanda Coetzer Lori McNeil 6–3, 2–6, 6–0                             | Janet Lee Wynne Prakusya            | Shinobu Asagoe Daniela Hantuchová          | Alexandra Stevenson Lilia Osterloh Anikó Kapros Lisa Raymond                       |
| 26 febbraio | State Farm Women's Tennis Classic 2001 Scottsdale, USA Cemento Singolare - Doppio             | Tier II   | Lindsay Davenport 6–2, 6–3                                           | Meghann Shaughnessy                 | Jennifer Capriati Monica Seles             | Lisa Raymond Tina Pisnik Kim Clijsters Magüi Serna                                 |
| 26 febbraio | State Farm Women's Tennis Classic 2001 Scottsdale, USA Cemento Singolare - Doppio             | Tier II   | Lisa Raymond Rennae Stubbs Walkover                                  | Kim Clijsters Meghann Shaughnessy   | Jennifer Capriati Monica Seles             | Lisa Raymond Tina Pisnik Kim Clijsters Magüi Serna                                 |
| 26 febbraio | Abierto Mexicano de Tenis 2001 Acapulco, Messico Terra rossa Singolare - Doppio               | Tier III  | Amanda Coetzer 2–6, 6–1, 6–2                                         | Elena Dement'eva                    | Paola Suárez Nuria Llagostera Vives        | Rita Kuti-Kis Ángeles Montolio Mariana Díaz Oliva Corina Morariu                   |
| 26 febbraio | Abierto Mexicano de Tenis 2001 Acapulco, Messico Terra rossa Singolare - Doppio               | Tier III  | María José Martínez Sánchez Anabel Medina Garrigues 6–4, 6(5)–7, 7–5 | Virginia Ruano Pascual Paola Suárez | Paola Suárez Nuria Llagostera Vives        | Rita Kuti-Kis Ángeles Montolio Mariana Díaz Oliva Corina Morariu                   |

## Marzo
| Settimana | Torneo                                                              | Categoria | Vincitrici                                        | Finaliste                           | Semifinaliste                   | Eliminate ai quarti                                                |
| --------- | ------------------------------------------------------------------- | --------- | ------------------------------------------------- | ----------------------------------- | ------------------------------- | ------------------------------------------------------------------ |
| 5 marzo   | Indian Wells Open 2001 Indian Wells, USA Cemento Singolare - Doppio | Tier I    | Serena Williams 4–6, 6–4, 6–2                     | Kim Clijsters                       | Martina Hingis Venus Williams   | Silvia Farina Elia Elena Bovina Elena Dement'eva Lindsay Davenport |
| 5 marzo   | Indian Wells Open 2001 Indian Wells, USA Cemento Singolare - Doppio | Tier I    | Nicole Arendt Ai Sugiyama 6–4, 6–4                | Virginia Ruano Pascual Paola Suárez | Martina Hingis Venus Williams   | Silvia Farina Elia Elena Bovina Elena Dement'eva Lindsay Davenport |
| 21 marzo  | Ericsson Open 2001 Miami, USA Cemento Singolare - Doppio            | Tier I    | Venus Williams 4–6, 6–1, 7–6(4)                   | Jennifer Capriati                   | Martina Hingis Elena Dement'eva | Anke Huber Jelena Dokić Serena Williams Lindsay Davenport          |
| 21 marzo  | Ericsson Open 2001 Miami, USA Cemento Singolare - Doppio            | Tier I    | Arantxa Sánchez Vicario Nathalie Tauziat 6–0, 6–4 | Lisa Raymond Rennae Stubbs          | Martina Hingis Elena Dement'eva | Anke Huber Jelena Dokić Serena Williams Lindsay Davenport          |

## Aprile
| Settimana | Torneo                                                                              | Categoria | Vincitrici                                                           | Finaliste                                   | Semifinaliste                         | Eliminate ai quarti                                                     |
| --------- | ----------------------------------------------------------------------------------- | --------- | -------------------------------------------------------------------- | ------------------------------------------- | ------------------------------------- | ----------------------------------------------------------------------- |
| 2 aprile  | Porto Open 2001 Porto, Portogallo Terra rossa Singolare - Doppio                    | Tier IV   | Arantxa Sánchez Vicario 6–3, 6–1                                     | Magüi Serna                                 | Silvia Farina Elia Silvija Talaja     | Petra Mandula Ľudmila Cervanová Rita Kuti-Kis Ljubomira Bačeva          |
| 2 aprile  | Porto Open 2001 Porto, Portogallo Terra rossa Singolare - Doppio                    | Tier IV   | María José Martínez Sánchez Anabel Medina Garrigues 6–1, 6(5)–7, 7–5 | Alexandra Fusai Rita Grande                 | Silvia Farina Elia Silvija Talaja     | Petra Mandula Ľudmila Cervanová Rita Kuti-Kis Ljubomira Bačeva          |
| 9 aprile  | Bausch & Lomb Championships 2001 Amelia Island, USA Terra verde Singolare - Doppio  | Tier II   | Amélie Mauresmo 6–4, 7–5                                             | Amanda Coetzer                              | Arantxa Sánchez Vicario Nadia Petrova | Martina Hingis Elena Dement'eva Meghann Shaughnessy Silvia Farina Elia  |
| 9 aprile  | Bausch & Lomb Championships 2001 Amelia Island, USA Terra verde Singolare - Doppio  | Tier II   | Conchita Martínez Patricia Tarabini 6–4, 6–2                         | Martina Navrátilová Arantxa Sánchez Vicario | Arantxa Sánchez Vicario Nadia Petrova | Martina Hingis Elena Dement'eva Meghann Shaughnessy Silvia Farina Elia  |
| 9 aprile  | Estoril Open 2001 Oeiras, Portogallo Terra rossa Singolare - Doppio                 | Tier IV   | Ángeles Montolio 3–6, 6–3, 6–2                                       | Elena Bovina                                | Justine Henin Jana Kandarr            | Rita Grande Francesca Schiavone Tina Pisnik Tathiana Garbin             |
| 9 aprile  | Estoril Open 2001 Oeiras, Portogallo Terra rossa Singolare - Doppio                 | Tier IV   | Kveta Hrdlicková Barbara Rittner 3–6, 7–5, 6–1                       | Tina Križan Katarina Srebotnik              | Justine Henin Jana Kandarr            | Rita Grande Francesca Schiavone Tina Pisnik Tathiana Garbin             |
| 16 aprile | Family Circle Cup 2001 Charleston, USA Terra verde Singolare - Doppio               | Tier I    | Jennifer Capriati 6–0, 4–6, 6–4                                      | Martina Hingis                              | Conchita Martínez Marlene Weingärtner | Amélie Mauresmo Amy Frazier Amanda Coetzer Elena Lichovceva             |
| 16 aprile | Family Circle Cup 2001 Charleston, USA Terra verde Singolare - Doppio               | Tier I    | Lisa Raymond Rennae Stubbs 5–7, 7–6(5), 6–3                          | Virginia Ruano Pascual Paola Suárez         | Conchita Martínez Marlene Weingärtner | Amélie Mauresmo Amy Frazier Amanda Coetzer Elena Lichovceva             |
| 16 aprile | Colortex Budapest Grand Prix 2001 Budapest, Ungheria Terra rossa Singolare - Doppio | Tier V    | Magdalena Maleeva 3–6, 6–2, 6–4                                      | Anne Kremer                                 | Cristina Torrens Valero Anikó Kapros  | Francesca Schiavone Ángeles Montolio Émilie Loit Petra Mandula          |
| 16 aprile | Colortex Budapest Grand Prix 2001 Budapest, Ungheria Terra rossa Singolare - Doppio | Tier V    | Tathiana Garbin Janette Husárová 6–1, 6–3                            | Janette Husárová Dragana Zarić              | Cristina Torrens Valero Anikó Kapros  | Francesca Schiavone Ángeles Montolio Émilie Loit Petra Mandula          |
| 30 aprile | Betty Barclay Cup 2001 Amburgo, Germania Terra rossa Singolare - Doppio             | Tier II   | Venus Williams 6–3, 6–0                                              | Meghann Shaughnessy                         | Jelena Dokić Amanda Coetzer           | Silvia Farina Elia Arantxa Sánchez Vicario Patty Schnyder Justine Henin |
| 30 aprile | Betty Barclay Cup 2001 Amburgo, Germania Terra rossa Singolare - Doppio             | Tier II   | Cara Black Elena Lichovceva 6–2, 4–6, 6–2                            | Kveta Hrdlicková Barbara Rittner            | Jelena Dokić Amanda Coetzer           | Silvia Farina Elia Arantxa Sánchez Vicario Patty Schnyder Justine Henin |
| 30 aprile | Croatian Bol Ladies Open 2001 Bol, Croazia Terra rossa Singolare - Doppio           | Tier III  | Ángeles Montolio 3–6, 6–2, 6–4                                       | Mariana Díaz Oliva                          | Kim Clijsters Sandrine Testud         | Pavlina Nola Anna Smashnova Tina Pisnik Marlene Weingärtner             |
| 30 aprile | Croatian Bol Ladies Open 2001 Bol, Croazia Terra rossa Singolare - Doppio           | Tier III  | María José Martínez Sánchez Anabel Medina Garrigues 7–5, 6–4         | Nadia Petrova Tina Pisnik                   | Kim Clijsters Sandrine Testud         | Pavlina Nola Anna Smashnova Tina Pisnik Marlene Weingärtner             |

## Maggio
| Settimana | Torneo                                                                               | Categoria   | Vincitrici                                                    | Finaliste                      | Semifinaliste                                       | Eliminate ai quarti                                                                 |
| --------- | ------------------------------------------------------------------------------------ | ----------- | ------------------------------------------------------------- | ------------------------------ | --------------------------------------------------- | ----------------------------------------------------------------------------------- |
| 7 maggio  | WTA German Open 2001 Berlino, Germania Terra rossa Singolare - Doppio                | Tier I      | Amélie Mauresmo 6–4, 2–6, 6–3                                 | Jennifer Capriati              | Martina Hingis Justine Henin                        | Arantxa Sánchez Vicario Amanda Coetzer Conchita Martínez Miriam Schnitzer           |
| 7 maggio  | WTA German Open 2001 Berlino, Germania Terra rossa Singolare - Doppio                | Tier I      | Els Callens Meghann Shaughnessy 6–4, 6–3                      | Cara Black Elena Lichovceva    | Martina Hingis Justine Henin                        | Arantxa Sánchez Vicario Amanda Coetzer Conchita Martínez Miriam Schnitzer           |
| 14 maggio | Rome Masters 2001 Roma, Italia Terra rossa Singolare - Doppio                        | Tier I      | Jelena Dokić 7–6(3), 6–1                                      | Amélie Mauresmo                | Martina Hingis Conchita Martínez                    | Arantxa Sánchez Vicario Paola Suárez Francesca Schiavone Joannette Kruger           |
| 14 maggio | Rome Masters 2001 Roma, Italia Terra rossa Singolare - Doppio                        | Tier I      | Cara Black Elena Lichovceva 6–1, 6–1                          | Paola Suárez Patricia Tarabini | Martina Hingis Conchita Martínez                    | Arantxa Sánchez Vicario Paola Suárez Francesca Schiavone Joannette Kruger           |
| 14 maggio | Belgian Open 2001 Anversa, Belgio Cemento (indoor) Singolare - Doppio                | Tier V      | Barbara Rittner 6–3, 6–2                                      | Klára Koukalová                | Eva Bes Anabel Medina Garrigues                     | Laurence Courtois María José Martínez Sánchez Anna Smashnova Virginia Ruano Pascual |
| 14 maggio | Belgian Open 2001 Anversa, Belgio Cemento (indoor) Singolare - Doppio                | Tier V      | Els Callens Virginia Ruano Pascual 6–3, 3–6, 6–4              | Kristie Boogert Miriam Oremans | Eva Bes Anabel Medina Garrigues                     | Laurence Courtois María José Martínez Sánchez Anna Smashnova Virginia Ruano Pascual |
| 21 maggio | Internationaux de Strasbourg 2001 Strasburgo, Francia Terra rossa Singolare - Doppio | Tier III    | Silvia Farina Elia 7–5, 0–6, 6–4                              | Anke Huber                     | Céline Beigbeder Nathalie Tauziat                   | Ai Sugiyama Rita Kuti-Kis Iroda Tulyaganova Meghann Shaughnessy                     |
| 21 maggio | Internationaux de Strasbourg 2001 Strasburgo, Francia Terra rossa Singolare - Doppio | Tier III    | Silvia Farina Elia Iroda Tulyaganova 6–1, 7–6(0)              | Amanda Coetzer Lori McNeil     | Céline Beigbeder Nathalie Tauziat                   | Ai Sugiyama Rita Kuti-Kis Iroda Tulyaganova Meghann Shaughnessy                     |
| 21 maggio | Madrid Open 2001 Madrid, Spagna Terra rossa Singolare - Doppio                       | Tier III    | Arantxa Sánchez Vicario 7–5, 6–0                              | Ángeles Montolio               | Anabel Medina Garrigues María José Martínez Sánchez | Rossana de los Ríos Magüi Serna Sandrine Testud Lisa Raymond                        |
| 21 maggio | Madrid Open 2001 Madrid, Spagna Terra rossa Singolare - Doppio                       | Tier III    | Virginia Ruano Pascual Paola Suárez 7–5, 2–6, 7–6(4)          | Lisa Raymond Rennae Stubbs     | Anabel Medina Garrigues María José Martínez Sánchez | Rossana de los Ríos Magüi Serna Sandrine Testud Lisa Raymond                        |
| 28 maggio | Open di Francia 2001 Parigi, Francia Terra rossa Singolare - Doppio - Misto          | Grande Slam | Jennifer Capriati 1–6, 6–4, 12–10                             | Kim Clijsters                  | Martina Hingis Justine Henin                        | Francesca Schiavone Serena Williams Petra Mandula Lina Krasnoruckaja                |
| 28 maggio | Open di Francia 2001 Parigi, Francia Terra rossa Singolare - Doppio - Misto          | Grande Slam | Virginia Ruano Pascual Paola Suárez 6–2, 6–1                  | Jelena Dokić Conchita Martínez | Martina Hingis Justine Henin                        | Francesca Schiavone Serena Williams Petra Mandula Lina Krasnoruckaja                |
| 28 maggio | Open di Francia 2001 Parigi, Francia Terra rossa Singolare - Doppio - Misto          | Grande Slam | Doppio misto: Tomás Carbonell Virginia Ruano Pascual 7–5, 6–3 | Jamie Oncins Paola Suárez      | Martina Hingis Justine Henin                        | Francesca Schiavone Serena Williams Petra Mandula Lina Krasnoruckaja                |

## Giugno
| Settimana | Torneo                                                                                    | Categoria   | Vincitrici                                                 | Finaliste                         | Semifinaliste                                  | Eliminate ai quarti                                                     |
| --------- | ----------------------------------------------------------------------------------------- | ----------- | ---------------------------------------------------------- | --------------------------------- | ---------------------------------------------- | ----------------------------------------------------------------------- |
| 11 giugno | DFS Classic 2001 Birmingham, Gran Bretagna Erba Singolare - Doppio                        | Tier III    | Nathalie Tauziat 6–3, 7–5                                  | Miriam Oremans                    | Lisa Raymond Daniela Hantuchová                | Anne Kremer Elena Lichovceva Virginie Razzano Kristina Brandi           |
| 11 giugno | DFS Classic 2001 Birmingham, Gran Bretagna Erba Singolare - Doppio                        | Tier III    | Cara Black Elena Lichovceva 6–1, 6–1                       | Kimberly Po Nathalie Tauziat      | Lisa Raymond Daniela Hantuchová                | Anne Kremer Elena Lichovceva Virginie Razzano Kristina Brandi           |
| 11 giugno | Tashkent Open 2001 Tashkent, Uzbekistan Cemento Singolare - Doppio                        | Tier IV     | Bianka Lamade 6–3, 2–6, 6–2                                | Seda Noorlander                   | Marie-Gaïané Mikaelian Cristina Torrens Valero | Wynne Prakusya Alena Vašková Iroda Tulyaganova Janet Lee                |
| 11 giugno | Tashkent Open 2001 Tashkent, Uzbekistan Cemento Singolare - Doppio                        | Tier IV     | Petra Mandula Patricia Wartusch 6–1, 6–4                   | Tetjana Perebyjnis Tat'jana Puček | Marie-Gaïané Mikaelian Cristina Torrens Valero | Wynne Prakusya Alena Vašková Iroda Tulyaganova Janet Lee                |
| 18 giugno | International Women's Open 2001 Eastbourne, Gran Bretagna Erba Singolare - Doppio         | Tier II     | Lindsay Davenport 6–2, 6–0                                 | Magüi Serna                       | Chanda Rubin Elena Lichovceva                  | Silvia Farina Elia Lisa Raymond Meghann Shaughnessy Tamarine Tanasugarn |
| 18 giugno | International Women's Open 2001 Eastbourne, Gran Bretagna Erba Singolare - Doppio         | Tier II     | Lisa Raymond Rennae Stubbs 6–2, 6–2                        | Cara Black Elena Lichovceva       | Chanda Rubin Elena Lichovceva                  | Silvia Farina Elia Lisa Raymond Meghann Shaughnessy Tamarine Tanasugarn |
| 18 giugno | Ordina Open 2001 's-Hertogenbosch, Paesi Bassi Erba Singolare - Doppio                    | Tier III    | Justine Henin 6–4, 3–6, 6–3                                | Kim Clijsters                     | Jelena Dokić Iroda Tulyaganova                 | Kristina Brandi Henrieta Nagyová Tat'jana Panova Elena Bovina           |
| 18 giugno | Ordina Open 2001 's-Hertogenbosch, Paesi Bassi Erba Singolare - Doppio                    | Tier III    | Ruxandra Dragomir Ilie Nadia Petrova 7–6(5), 6(5)–7, 6–4   | Kim Clijsters Miriam Oremans      | Jelena Dokić Iroda Tulyaganova                 | Kristina Brandi Henrieta Nagyová Tat'jana Panova Elena Bovina           |
| 25 giugno | Torneo di Wimbledon 2001 Wimbledon, Londra, Gran Bretagna Erba Singolare - Doppio - Misto | Grande Slam | Venus Williams 6–1, 3–6, 6–0                               | Justine Henin                     | Jennifer Capriati Lindsay Davenport            | Conchita Martínez Serena Williams Kim Clijsters Nathalie Tauziat        |
| 25 giugno | Torneo di Wimbledon 2001 Wimbledon, Londra, Gran Bretagna Erba Singolare - Doppio - Misto | Grande Slam | Lisa Raymond Rennae Stubbs 6–4, 6–3                        | Kim Clijsters Ai Sugiyama         | Jennifer Capriati Lindsay Davenport            | Conchita Martínez Serena Williams Kim Clijsters Nathalie Tauziat        |
| 25 giugno | Torneo di Wimbledon 2001 Wimbledon, Londra, Gran Bretagna Erba Singolare - Doppio - Misto | Grande Slam | Doppio Misto: Leoš Friedl Daniela Hantuchová 4–6, 6–3, 6–2 | Mike Bryan Cara Black             | Jennifer Capriati Lindsay Davenport            | Conchita Martínez Serena Williams Kim Clijsters Nathalie Tauziat        |

## Luglio
| Settimana | Torneo                                                                                  | Categoria | Vincitrici                                                   | Finaliste                                           | Semifinaliste                          | Eliminate ai quarti                                                      |
| --------- | --------------------------------------------------------------------------------------- | --------- | ------------------------------------------------------------ | --------------------------------------------------- | -------------------------------------- | ------------------------------------------------------------------------ |
| 9 luglio  | WTA Austrian Open 2001 Vienna, Austria Singolare - Doppio                               | Tier III  | Iroda Tulyaganova 6–3, 6–2                                   | Patty Schnyder                                      | Paola Suárez Jelena Kostanić           | Marta Marrero Barbara Schett Anke Huber Anna Smashnova                   |
| 9 luglio  | WTA Austrian Open 2001 Vienna, Austria Singolare - Doppio                               | Tier III  | Paola Suárez Patricia Tarabini 6–4, 6–2                      | Vanessa Henke Lenka Němečková                       | Paola Suárez Jelena Kostanić           | Marta Marrero Barbara Schett Anke Huber Anna Smashnova                   |
| 9 luglio  | Internazionali Femminili di Palermo 2001 Palermo, Italia Terra rossa Singolare - Doppio | Tier V    | Anabel Medina Garrigues 6–4, 6–4                             | Cristina Torrens Valero                             | Gala León García Åsa Svensson          | Magüi Serna Tathiana Garbin Francesca Schiavone Tat'jana Panova          |
| 9 luglio  | Internazionali Femminili di Palermo 2001 Palermo, Italia Terra rossa Singolare - Doppio | Tier V    | Tathiana Garbin Janette Husárová 4–6, 6–2, 6–4               | María José Martínez Sánchez Anabel Medina Garrigues | Gala León García Åsa Svensson          | Magüi Serna Tathiana Garbin Francesca Schiavone Tat'jana Panova          |
| 16 luglio | French Community Championships 2001 Knokke-Heist, Belgio Terra rossa Singolare - Doppio | Tier IV   | Iroda Tulyaganova 6–2, 6–3                                   | Gala León García                                    | Kim Clijsters Marta Marrero            | Magüi Serna Ángeles Montolio Cristina Torrens Valero Rossana de los Ríos |
| 16 luglio | French Community Championships 2001 Knokke-Heist, Belgio Terra rossa Singolare - Doppio | Tier IV   | Virginia Ruano Pascual Magüi Serna 6–4, 6–3                  | Ruxandra Dragomir Ilie Andreea Ehritt-Vanc          | Kim Clijsters Marta Marrero            | Magüi Serna Ángeles Montolio Cristina Torrens Valero Rossana de los Ríos |
| 23 luglio | Bank of the West Classic 2001 Stanford, USA Cemento Singolare - Doppio                  | Tier II   | Kim Clijsters 6–4, 6(5)–7, 6–1                               | Lindsay Davenport                                   | Meghann Shaughnessy Monica Seles       | Venus Williams Chanda Rubin Lilia Osterloh Jana Kandarr                  |
| 23 luglio | Bank of the West Classic 2001 Stanford, USA Cemento Singolare - Doppio                  | Tier II   | Janet Lee Wynne Prakusya 3–6, 6–3, 6–3                       | Nicole Arendt Caroline Vis                          | Meghann Shaughnessy Monica Seles       | Venus Williams Chanda Rubin Lilia Osterloh Jana Kandarr                  |
| 23 luglio | Orange Prokom Open 2001 Sopot, Polonia Terra rossa Singolare - Doppio                   | Tier III  | Cristina Torrens Valero 6–2, 6–2                             | Gala León García                                    | Jelena Dokić Silvia Farina Elia        | Anke Huber Mariana Díaz Oliva Henrieta Nagyová Tat'jana Puček            |
| 23 luglio | Orange Prokom Open 2001 Sopot, Polonia Terra rossa Singolare - Doppio                   | Tier III  | Joannette Kruger Francesca Schiavone 6–4, 6–0                | Tetjana Perebyjnis Anastasija Rodionova             | Jelena Dokić Silvia Farina Elia        | Anke Huber Mariana Díaz Oliva Henrieta Nagyová Tat'jana Puček            |
| 23 luglio | Grand Prix SAR La Princesse Lalla Meryem 2001 Casablanca, Marocco Singolare - Doppio    | Tier V    | Zsófia Gubacsi 1–6, 6–3, 7–6(5)                              | Maria Elena Camerin                                 | Émilie Loit Anikó Kapros               | Martina Suchá Anca Barna Lenka Němečková María Emilia Salerni            |
| 23 luglio | Grand Prix SAR La Princesse Lalla Meryem 2001 Casablanca, Marocco Singolare - Doppio    | Tier V    | Ljubomira Bačeva Åsa Svensson 6–3, 6(4)–7, 6–1               | María José Martínez Sánchez María Emilia Salerni    | Émilie Loit Anikó Kapros               | Martina Suchá Anca Barna Lenka Němečková María Emilia Salerni            |
| 30 luglio | Acura Classic 2001 San Diego, Stati Uniti Cemento Singolare - Doppio                    | Tier II   | Venus Williams 6–2, 6–3                                      | Monica Seles                                        | Martina Hingis Lindsay Davenport       | Ai Sugiyama Jennifer Capriati Sandrine Testud Nathalie Tauziat           |
| 30 luglio | Acura Classic 2001 San Diego, Stati Uniti Cemento Singolare - Doppio                    | Tier II   | Cara Black Elena Lichovceva 6–4, 1–6, 6–4                    | Martina Hingis Anna Kurnikova                       | Martina Hingis Lindsay Davenport       | Ai Sugiyama Jennifer Capriati Sandrine Testud Nathalie Tauziat           |
| 30 luglio | WTA Swiss Indoors 2001 Basilea, Svizzera Cemento indoor Singolare - Doppio              | Tier IV   | Adriana Gerši 6–4, 6–1                                       | Marie-Gaïané Mikaelian                              | Anna Smashnova Cristina Torrens Valero | Daniela Hantuchová Bianka Lamade Martina Müller Gréta Arn                |
| 30 luglio | WTA Swiss Indoors 2001 Basilea, Svizzera Cemento indoor Singolare - Doppio              | Tier IV   | María José Martínez Sánchez Anabel Medina Garrigues 6–2, 7–5 | Joannette Kruger Marta Marrero                      | Anna Smashnova Cristina Torrens Valero | Daniela Hantuchová Bianka Lamade Martina Müller Gréta Arn                |

## Agosto
| Settimana | Torneo                                                                          | Categoria   | Vincitrici                                                   | Finaliste                      | Semifinaliste                    | Eliminate ai quarti                                                |
| --------- | ------------------------------------------------------------------------------- | ----------- | ------------------------------------------------------------ | ------------------------------ | -------------------------------- | ------------------------------------------------------------------ |
| 6 agosto  | East West Bank Classic 2001 Manhattan Beach, USA Cemento Singolare - Doppio     | Tier II     | Lindsay Davenport 6–3, 7–5                                   | Monica Seles                   | Martina Hingis Nathalie Tauziat  | Amy Frazier Serena Williams Kim Clijsters Elena Dement'eva         |
| 6 agosto  | East West Bank Classic 2001 Manhattan Beach, USA Cemento Singolare - Doppio     | Tier II     | Kimberly Po Nathalie Tauziat 6–3, 7–5                        | Nicole Arendt Caroline Vis     | Martina Hingis Nathalie Tauziat  | Amy Frazier Serena Williams Kim Clijsters Elena Dement'eva         |
| 13 agosto | Canada Masters 2001 Toronto, Canada Cemento Singolare - Doppio                  | Tier I      | Serena Williams 6–1, 6(9)–7, 6–3                             | Jennifer Capriati              | Anke Huber Monica Seles          | Meghann Shaughnessy Jennifer Hopkins Sandrine Testud Justine Henin |
| 13 agosto | Canada Masters 2001 Toronto, Canada Cemento Singolare - Doppio                  | Tier I      | Kimberly Po Nathalie Tauziat 6–3, 6–1                        | Tina Križan Katarina Srebotnik | Anke Huber Monica Seles          | Meghann Shaughnessy Jennifer Hopkins Sandrine Testud Justine Henin |
| 20 agosto | Pilot Pen Tennis 2001 New Haven, USA Cemento Singolare - Doppio                 | Tier II     | Venus Williams 7–6(6), 6–4                                   | Lindsay Davenport              | Kim Clijsters Jennifer Capriati  | Amélie Mauresmo Nathalie Tauziat Justine Henin Jelena Dokić        |
| 20 agosto | Pilot Pen Tennis 2001 New Haven, USA Cemento Singolare - Doppio                 | Tier II     | Cara Black Elena Lichovceva 6–0, 3–6, 6–2                    | Jelena Dokić Nadia Petrova     | Kim Clijsters Jennifer Capriati  | Amélie Mauresmo Nathalie Tauziat Justine Henin Jelena Dokić        |
| 27 agosto | US Open 2001 Flushing Meadows, New York, USA Cemento Singolare - Doppio - Misto | Grande Slam | Venus Williams 6–2, 6–4                                      | Serena Williams                | Martina Hingis Jennifer Capriati | Dája Bedáňová Lindsay Davenport Kim Clijsters Amélie Mauresmo      |
| 27 agosto | US Open 2001 Flushing Meadows, New York, USA Cemento Singolare - Doppio - Misto | Grande Slam | Lisa Raymond Rennae Stubbs 6–2, 5–7, 7–5                     | Kimberly Po Nathalie Tauziat   | Martina Hingis Jennifer Capriati | Dája Bedáňová Lindsay Davenport Kim Clijsters Amélie Mauresmo      |
| 27 agosto | US Open 2001 Flushing Meadows, New York, USA Cemento Singolare - Doppio - Misto | Grande Slam | Doppio Misto: Todd Woodbridge Rennae Stubbs 6–4, 5–7, 7–6(9) | Leander Paes Lisa Raymond      | Martina Hingis Jennifer Capriati | Dája Bedáňová Lindsay Davenport Kim Clijsters Amélie Mauresmo      |

## Settembre
| Settimana    | Torneo                                                                           | Categoria | Vincitrici                                            | Finaliste                        | Semifinaliste                        | Eliminate ai quarti                                                  |
| ------------ | -------------------------------------------------------------------------------- | --------- | ----------------------------------------------------- | -------------------------------- | ------------------------------------ | -------------------------------------------------------------------- |
| 10 settembre | Brasil Open 2001 Bahia, Brasile Cemento Singolare - Doppio                       | Tier II   | Monica Seles 6–3, 6–3                                 | Jelena Dokić                     | Henrieta Nagyová Rossana de los Ríos | Tat'jana Panova Amanda Coetzer Silvia Farina Elia Samantha Reeves    |
| 10 settembre | Brasil Open 2001 Bahia, Brasile Cemento Singolare - Doppio                       | Tier II   | Amanda Coetzer Lori McNeil 6(8)–7, 6–2, 6–4           | Nicole Arendt Patricia Tarabini  | Henrieta Nagyová Rossana de los Ríos | Tat'jana Panova Amanda Coetzer Silvia Farina Elia Samantha Reeves    |
| 10 settembre | Waikoloa Championships 2001 Waikoloa Village, USA Cemento Singolare - Doppio     | Tier IV   | Sandrine Testud 6–3, 2-0 rit.                         | Justine Henin                    | Lisa Raymond Marissa Irvin           | Jill Craybas Lilia Osterloh Meilen Tu Alina Židkova                  |
| 10 settembre | Waikoloa Championships 2001 Waikoloa Village, USA Cemento Singolare - Doppio     | Tier IV   | Tina Križan Katarina Srebotnik 6–2, 6–3               | Els Callens Nicole Pratt         | Lisa Raymond Marissa Irvin           | Jill Craybas Lilia Osterloh Meilen Tu Alina Židkova                  |
| 17 settembre | Toyota Princess Cup 2001 Tokyo, Giappone Cemento Singolare - Doppio              | Tier II   | Jelena Dokić 6–4, 6–2                                 | Arantxa Sánchez Vicario          | Kim Clijsters Gala León García       | Tamarine Tanasugarn Meilen Tu Sandrine Testud Ai Sugiyama            |
| 17 settembre | Toyota Princess Cup 2001 Tokyo, Giappone Cemento Singolare - Doppio              | Tier II   | Cara Black Liezel Huber 6–1, 6–3                      | Kim Clijsters Ai Sugiyama        | Kim Clijsters Gala León García       | Tamarine Tanasugarn Meilen Tu Sandrine Testud Ai Sugiyama            |
| 17 settembre | Bell Challenge 2001 Québec, Canada Cemento (indoor) Singolare - Doppio           | Tier III  | Meghann Shaughnessy 6–1, 6–3                          | Iva Majoli                       | Anne Kremer Martina Suchá            | Alexandra Stevenson Jana Nejedly Jennifer Hopkins Samantha Reeves    |
| 17 settembre | Bell Challenge 2001 Québec, Canada Cemento (indoor) Singolare - Doppio           | Tier III  | Samantha Reeves Adriana Serra Zanetti 7–5, 4–6, 6–3   | Klára Koukalová Alena Vašková    | Anne Kremer Martina Suchá            | Alexandra Stevenson Jana Nejedly Jennifer Hopkins Samantha Reeves    |
| 24 settembre | Sparkassen Cup 2001 Lipsia, Germania Sintetico indoor Singolare - Doppio         | Tier II   | Kim Clijsters 6–1, 6–1                                | Magdalena Maleeva                | Elena Dement'eva Nathalie Tauziat    | Silvia Farina Elia Daniela Hantuchová Anastasija Myskina Anne Kremer |
| 24 settembre | Sparkassen Cup 2001 Lipsia, Germania Sintetico indoor Singolare - Doppio         | Tier II   | Elena Lichovceva Nathalie Tauziat 6–4, 6–2            | Kveta Hrdlicková Barbara Rittner | Elena Dement'eva Nathalie Tauziat    | Silvia Farina Elia Daniela Hantuchová Anastasija Myskina Anne Kremer |
| 24 settembre | Commonwealth Bank Tennis Classic 2001 Bali, Indonesia Cemento Singolare - Doppio | Tier III  | Angelique Widjaja 7–6(2), 7–6(4)                      | Joannette Kruger                 | Arantxa Sánchez Vicario Hsieh Su-wei | Rita Grande Tina Pisnik Shinobu Asagoe Tamarine Tanasugarn           |
| 24 settembre | Commonwealth Bank Tennis Classic 2001 Bali, Indonesia Cemento Singolare - Doppio | Tier III  | Evie Dominikovic Tamarine Tanasugarn 6(4)–7, 6–2, 6–3 | Janet Lee Wynne Prakusya         | Arantxa Sánchez Vicario Hsieh Su-wei | Rita Grande Tina Pisnik Shinobu Asagoe Tamarine Tanasugarn           |

## Ottobre
| Settimana  | Torneo                                                                                            | Categoria                                | Vincitrici                                      | Finaliste                            | Semifinaliste                           | Eliminate ai quarti                                                          |
| ---------- | ------------------------------------------------------------------------------------------------- | ---------------------------------------- | ----------------------------------------------- | ------------------------------------ | --------------------------------------- | ---------------------------------------------------------------------------- |
| 1º ottobre | Kremlin Cup 2001 Mosca, Russia Cemento (indoor) Singolare - Doppio                                | Tier I                                   | Jelena Dokić 6–3, 6–3                           | Elena Dement'eva                     | Anastasija Myskina Silvia Farina Elia   | Martina Hingis Barbara Schett Francesca Schiavone Dája Bedáňová              |
| 1º ottobre | Kremlin Cup 2001 Mosca, Russia Cemento (indoor) Singolare - Doppio                                | Tier I                                   | Martina Hingis Anna Kurnikova 7–6(1), 6–3       | Elena Dement'eva Lina Krasnoruckaja  | Anastasija Myskina Silvia Farina Elia   | Martina Hingis Barbara Schett Francesca Schiavone Dája Bedáňová              |
| 1º ottobre | Japan Open Tennis Championships 2001 Tokyo, Giappone Cemento Singolare - Doppio                   | Tier III                                 | Monica Seles 6–3, 6–2                           | Tamarine Tanasugarn                  | Ai Sugiyama Joannette Kruger            | Rita Grande Pavlina Nola Emmanuelle Gagliardi Saori Obata                    |
| 1º ottobre | Japan Open Tennis Championships 2001 Tokyo, Giappone Cemento Singolare - Doppio                   | Tier III                                 | Liezel Huber Rachel McQuillan 6–2, 6–0          | Janet Lee Wynne Prakusya             | Ai Sugiyama Joannette Kruger            | Rita Grande Pavlina Nola Emmanuelle Gagliardi Saori Obata                    |
| 8 ottobre  | Porsche Tennis Grand Prix 2001 Filderstadt, Germania Cemento (indoor) Singolare - Doppio          | Tier II                                  | Lindsay Davenport 7–5, 6–4                      | Justine Henin                        | Martina Hingis Sandrine Testud          | Tat'jana Panova Amélie Mauresmo Anke Huber Jennifer Capriati                 |
| 8 ottobre  | Porsche Tennis Grand Prix 2001 Filderstadt, Germania Cemento (indoor) Singolare - Doppio          | Tier II                                  | Lindsay Davenport Lisa Raymond 6–4, 6(4)–7, 7–5 | Justine Henin Meghann Shaughnessy    | Martina Hingis Sandrine Testud          | Tat'jana Panova Amélie Mauresmo Anke Huber Jennifer Capriati                 |
| 8 ottobre  | China Open 2001 Shanghai, Cina Cemento Singolare - Doppio                                         | Tier IV                                  | Monica Seles 6–2, 6–3                           | Nicole Pratt                         | Alicia Molik Rita Grande                | Stéphanie Foretz Gacon Cho Yoon-jeong Ai Sugiyama Janet Lee                  |
| 8 ottobre  | China Open 2001 Shanghai, Cina Cemento Singolare - Doppio                                         | Tier IV                                  | Liezel Huber Lenka Němečková 6–0, 7–5           | Evie Dominikovic Tamarine Tanasugarn | Alicia Molik Rita Grande                | Stéphanie Foretz Gacon Cho Yoon-jeong Ai Sugiyama Janet Lee                  |
| 15 ottobre | Open di Zurigo 2001 Zurigo, Svizzera Cemento indoor Singolare - Doppio                            | Tier I                                   | Lindsay Davenport 6–3, 6–1                      | Jelena Dokić                         | Nathalie Tauziat Jennifer Capriati      | Sandrine Testud Silvia Farina Elia Daniela Hantuchová Marie-Gaïané Mikaelian |
| 15 ottobre | Open di Zurigo 2001 Zurigo, Svizzera Cemento indoor Singolare - Doppio                            | Tier I                                   | Lindsay Davenport Lisa Raymond 6–3, 2–6, 6–2    | Sandrine Testud Roberta Vinci        | Nathalie Tauziat Jennifer Capriati      | Sandrine Testud Silvia Farina Elia Daniela Hantuchová Marie-Gaïané Mikaelian |
| 15 ottobre | WTA Bratislava 2001 Bratislava, Slovacchia Cemento indoor Singolare - Doppio                      | Tier V                                   | Rita Grande 6–1, 6–1                            | Martina Suchá                        | Adriana Serra Zanetti Ľudmila Cervanová | Lilia Osterloh Kveta Hrdlicková Bianka Lamade Anne Kremer                    |
| 15 ottobre | WTA Bratislava 2001 Bratislava, Slovacchia Cemento indoor Singolare - Doppio                      | Tier V                                   | Dája Bedáňová Elena Bovina 6–3, 6–4             | Nathalie Dechy Meilen Tu             | Adriana Serra Zanetti Ľudmila Cervanová | Lilia Osterloh Kveta Hrdlicková Bianka Lamade Anne Kremer                    |
| 22 ottobre | Generali Ladies Linz 2001 Linz, Austria Cemento (indoor) Singolare - Doppio                       | Tier II                                  | Lindsay Davenport 6–4, 6–1                      | Jelena Dokić                         | Magdalena Maleeva Iroda Tulyaganova     | Sandrine Testud Chanda Rubin Alexandra Stevenson Tat'jana Panova             |
| 22 ottobre | Generali Ladies Linz 2001 Linz, Austria Cemento (indoor) Singolare - Doppio                       | Tier II                                  | Jelena Dokić Nadia Petrova 6–1, 6–4             | Els Callens Chanda Rubin             | Magdalena Maleeva Iroda Tulyaganova     | Sandrine Testud Chanda Rubin Alexandra Stevenson Tat'jana Panova             |
| 22 ottobre | Fortis Championships Luxembourg 2001 Lussemburgo, Lussemburgo Cemento (indoor) Singolare - Doppio | Tier III                                 | Kim Clijsters 6–2, 6–2                          | Lisa Raymond                         | Amanda Coetzer Tina Pisnik              | Anna Kurnikova Kveta Hrdlicková Anke Huber Meilen Tu                         |
| 22 ottobre | Fortis Championships Luxembourg 2001 Lussemburgo, Lussemburgo Cemento (indoor) Singolare - Doppio | Tier III                                 | Elena Bovina Daniela Hantuchová 6–3, 6–3        | Bianka Lamade Patty Schnyder         | Amanda Coetzer Tina Pisnik              | Anna Kurnikova Kveta Hrdlicková Anke Huber Meilen Tu                         |
| 29 ottobre | WTA Tour Championships 2001 Monaco di Baviera, Germania Cemento Singolare - Doppio                |                                          | Serena Williams Walkover                        | Lindsay Davenport                    | Sandrine Testud Kim Clijsters           | Jennifer Capriati Justine Henin Arantxa Sánchez Vicario Jelena Dokić         |
| 29 ottobre | WTA Tour Championships 2001 Monaco di Baviera, Germania Cemento Singolare - Doppio                | Lisa Raymond Rennae Stubbs 7–5, 3–6, 6–3 | Cara Black Elena Lichovceva                     |                                      | Sandrine Testud Kim Clijsters           | Jennifer Capriati Justine Henin Arantxa Sánchez Vicario Jelena Dokić         |

## Novembre
| Settimana  | Torneo                                                                   | Categoria | Vincitrici                                   | Finaliste                   | Semifinaliste                      | Eliminate ai quarti                                   |
| ---------- | ------------------------------------------------------------------------ | --------- | -------------------------------------------- | --------------------------- | ---------------------------------- | ----------------------------------------------------- |
| 5 novembre | Pattaya Women's Open 2001 Pattaya, Thailandia Cemento Singolare - Doppio | Tier V    | Patty Schnyder 6–0, 6–4                      | Henrieta Nagyová            | Rossana de los Ríos Tat'jana Puček | Hsieh Su-wei Anne Kremer Tat'jana Panova Liezel Huber |
| 5 novembre | Pattaya Women's Open 2001 Pattaya, Thailandia Cemento Singolare - Doppio | Tier V    | Åsa Svensson Iroda Tulyaganova 4–6, 6–3, 6–3 | Liezel Huber Wynne Prakusya | Rossana de los Ríos Tat'jana Puček | Hsieh Su-wei Anne Kremer Tat'jana Panova Liezel Huber |

## Dicembre
Nessun evento

## Ranking a fine anno
Nelle due tabelle sono presenti le prime venti tenniste di entrambe le specialità a fine stagione.

### Singolare
| #   | Giocatrice                    | Punti | Rank. 2000 | /       |
| 1.  | Lindsay Davenport (USA)       | 4.902 | 2          | 1       |
| 2.  | Jennifer Capriati (USA)       | 4.892 | 14         | 12      |
| 3.  | Venus Williams (USA)          | 4.128 | 3          | Stabile |
| 4.  | Martina Hingis (CHE)          | 3.994 | 1          | 3       |
| 5.  | Kim Clijsters (BEL)           | 3.265 | 18         | 13      |
| 6.  | Serena Williams (USA)         | 3.004 | 6          | Stabile |
| 7.  | Justine Henin (BEL)           | 2.989 | 48         | 41      |
| 8.  | Jelena Dokić (YUG)            | 2.780 | 26         | 18      |
| 9.  | Amélie Mauresmo (FRA)         | 2.765 | 16         | 7       |
| 10. | Monica Seles (USA)            | 2.306 | 4          | 6       |
| 11. | Sandrine Testud (FRA)         | 2.056 | 17         | 6       |
| 12. | Meghann Shaughnessy (USA)     | 1.833 | 39         | 27      |
| 13. | Nathalie Tauziat (FRA)        | 1.754 | 10         | 3       |
| 14. | Silvia Farina Elia (ITA)      | 1.738 | 63         | 49      |
| 15. | Elena Dementieva (RUS)        | 1.576 | 11         | 4       |
| 16. | Magdalena Maleeva (BGR)       | 1.571 | 22         | 6       |
| 17. | Arantxa Sánchez Vicario (ESP) | 1.548 | 8          | 9       |
| 18. | Anke Huber (DEU)              | 1.444 | 19         | 1       |
| 19. | Amanda Coetzer (ZAF)          | 1.426 | 12         | 7       |
| 20. | Iroda Tulyaganova (UZB)       | 1.295 | 75         | 55      |

### Doppio
| #   | Giocatrice                    | Punti | Rank. 2000 | /  |
| 1.  | Lisa Raymond (USA)            | 4.098 | 5          | 4  |
| 2.  | Rennae Stubbs (AUS)           | 3.712 | 5          | 3  |
| 3.  | Cara Black (ZWE)              | 2.614 | 14         | 11 |
| 4.  | Elena Likhovtseva (RUS)       | 2.605 | 18         | 14 |
| 5.  | Nathalie Tauziat (FRA)        | 2.535 | 9          | 4  |
| 6.  | Paola Suárez (ARG)            | 2.512 | 7          | 1  |
| 7.  | Kimberly Po (USA)             | 2.364 | 20         | 13 |
| 8.  | Virginia Ruano Pascual (ESP)  | 2.344 | 10         | 2  |
| 9.  | Ai Sugiyama (JPN)             | 2.018 | 1          | 8  |
| 10. | Nicole Arendt (USA)           | 1.796 | 11         | 1  |
| 11. | Arantxa Sánchez Vicario (ESP) | 1.790 | 16         | 5  |
| 12. | Jelena Dokić (YUG)            | 1.710 | 50         | 38 |
| 13. | Sandrine Testud (FRA)         | 1.578 | 22         | 9  |
| 14. | Meghann Shaughnessy (USA)     | 1.476 | 35         | 21 |
| 15. | Kim Clijsters (BEL)           | 1.357 | 47         | 32 |
| 16. | Els Callens (BEL)             | 1.335 | 15         | 1  |
| 17. | Amanda Coetzer (ZAF)          | 1.312 | 26         | 9  |
| 18. | Barbara Schett (AUT)          | 1.293 | 13         | 5  |
| 19. | Conchita Martínez (ESP)       | 1.265 | 27         | 8  |
| 20. | Katarina Srebotnik (SLO)      | 1.256 | 34         | 14 |